# Como el viento voy a ver
"Como el viento voy a ver" es una canción compuesta por el músico argentino Luis Alberto Spinetta e interpretada por la banda Pescado Rabioso, que integra el álbum doble Pescado 2 de 1973, segundo álbum de la banda, ubicado en la posición n.º 19 de la lista de los 100 mejores discos del rock argentino por la revista Rolling Stone.
Para grabar este tema, Pescado Rabioso formó con Spinetta en voz y guitarra, y David Lebón en el bajo. Como siempre Black Amaya interpretó la batería y Carlos Cutaia, el órgano eléctrico.

## La canción
"Como el viento voy a ver" es el cuarto track (Disco 1, Lado A, track 4) del álbum doble Pescado 2, un blues, "el único blues del disco", dice el cuadernillo del álbum. Comienza engañosamente como un rock pesado, pero a los pocos segundos se transforma en blues lento, en él se destacan notables solos de guitarra a cargo de Spinetta, desarrollados sobre la poderosa base armónica del órgano Hammond.
El cuadernillo rodea la letra con un dibujo de Spinetta del viento soplando, un corazón atravesado por una flecha y un ojo. "Desde ya es un tema de amor", dice el cuadernillo, que relata un conflicto de una pareja, pero en el cual ninguno de los dos ha dejado al otro:

Vos no me dejaste nena
tampoco yo a vos.
Como el viento voy a ver.

## Versiones
En 1994, Claudia Puyó, por entonces parte de los músicos que acompañaron Fito Páez en las giras de El amor después del amor, grabó una versión en su segundo disco solista llamado "Cuando te vi partir", bajo el sello Polygram Discos.